# Pablo Bellido
Pour les articles homonymes, voir Bellido.
Pablo Bellido Acevedo, né le 23 avril 1976, est un homme politique espagnol membre du Parti socialiste ouvrier espagnol (PSOE).
Il est élu député de la circonscription de Guadalajara lors des élections générales de juin 2016.

## Biographie

### Vie privée
Né dans la province de Cadix, il s'installe à Azuqueca de Henares en 1992. Il est célibataire.

### Études et profession
Il réalise ses études supérieures à l'université d'Alcalá de Henares où il obtient une licence en droit. Il exerce principalement comme assesseur.

### Maire d'Azuqueca de Henares
Il s'inscrit aux Jeunesses socialistes d'Espagne (JSE) en 2002 — où il sera membre de la direction en Castille-La Manche et du Comité fédéral — et commence à travailler pour Florentino García Bonilla, alors maire socialiste d'Azuqueca de Henares. Il postule sur la liste de celui-ci à l'occasion des élections municipales de mai 2003 et est élu conseiller municipal. Alors que le PSOE conserve le pouvoir municipal, Pablo Bellido est nommé conseiller au Commerce, à la Consommation et aux Relations institutionnelles par délégation de García Bonilla. Il est également désigné représentant du PSOE à la commission de la Coopération au développement de la Fédération espagnole des communes et provinces (FEMP) et membre de la commission inter-territoriale homonyme. Il participe à la fondation du Réseau des villes et villages durables de Castille-La Manche où il siège à la commission permanente.
Il est investi chef de file du parti en vue des élections municipales de mai 2007. Avec 41,54 % des voix et neuf mandats de conseillers municipaux, sa liste arrive en deuxième position derrière celle du Parti populaire qui remporte un mandat supplémentaire. Aucun accord n'ayant été conclu entre le PSOE et Izquierda Unida, qui détient deux sièges, le conservateur José Luis Moraga est proclamé maire de la ville au mois de juin suivant. C'est alors la première fois qu'un membre du PP assure la gestion de ce bastion socialiste. En juillet, Pablo Bellido est nommé délégué de la Junte des communautés de Castille-La Manche au Tourisme et à l'Artisanat dans la province de Guadalajara par le président José María Barreda, sous l'autorité de la conseillère Magdalena Valerio.
En décembre 2007, une motion de censure est présentée par le PSOE et votée par le conseil municipal. Recevant l'appui des deux groupes de gauche, majoritaires au conseil, Bellido est proclamé maire d'Azuqueca de Henares et nomme un exécutif de coalition. Il renonce, en février 2008, à ses fonctions administratives afin de se consacrer pleinement à ses nouvelles fonctions. Il remporte un deuxième mandat lors des élections municipales de mai 2011 en obtenant, pour la première fois depuis le retour de la démocratie, la majorité absolue des sièges du conseil municipal grâce à un score de 47,91 % des voix,,. Il est élu, en mars 2012, secrétaire générale du PSOE de la province de Guadalajara après avoir obtenu un peu plus de 87 % des voix des militants. Il intègre alors la direction régionale du parti au poste de secrétaire à la Coopération et à l'Immigration.
Favorable à une limitation à deux mandats pour les maires de villes de plus de 20 000 habitants, il choisit de ne pas se représenter lors des élections locales de mai 2015 et occupe symboliquement la dernière place sur la liste du parti. Il est remplacé par son ancien adjoint aux Finances José Luis Blanco le mois suivant.

### Député au Congrès
Pressenti pour devenir tête de liste en vue des élections générales de décembre 2015 dans la circonscription de Guadalajara, il renonce et cède sa place à l'ancienne secrétaire d'État à l'Emploi María Luz Rodríguez durant le gouvernement de José Luis Rodríguez Zapatero du fait d'une mise en examen dans le cadre d'une enquête pour escroquerie demandée par le Parti populaire,. Après un non-lieu et la levée de sa mise en examen,, il postule en première position à l'occasion des élections anticipées de juin 2016,. Avec 23,02 % des voix, il remporte un des trois mandats à pourvoir et se retrouve élu au Congrès des députés. Membre de la commission de l'Intérieur et de celle de la Coopération internationale pour le développement, il est choisi comme premier secrétaire de la commission des Droits de l'enfance et de l'adolescence ainsi que porte-parole à la commission de la Sécurité routière et des Déplacements durables.
Il présente sa candidature au poste de secrétaire général de la section provinciale du PSOE de Guadalajara en novembre 2017 et doit affronter la maire de Tierzo et secrétaire à la Santé de la direction provinciale sortante, Ana Fabián, considérée comme proche du secrétaire général fédéral Pedro Sánchez. Après avoir réuni 667 parrainages contre 297 à sa concurrente, il s'impose lors des primaires militantes avec 68,12 % des voix. Il est ratifié dans ses fonctions en janvier suivant.

### Président des Cortes de Castille-La Manche
Dans l'optique des élections générales d'avril 2019, son nom est proposé par la section locale du PSOE de Guadalajara afin de conduire la liste socialiste dans la province tandis que celui de la ministre du Travail Magdalena Valerio n'est pas évoqué alors même que l'intention de la direction fédérale du PSOE est que celle-ci soit la tête de liste, seule position éligible,. Après diverses tractations, la direction provinciale puis le comité provincial adoptent à l'unanimité de nouvelles listes donnant à Valerio la première position sur la liste au Congrès et confiant à Bellido le soin de conduire la liste dans la circonscription de Guadalajara pour les élections régionales du mois de mai. Avec près de 50 000 voix et un score de 40 %, sa liste arrive en tête et remporte trois des cinq mandats en jeu.
Les socialistes ayant obtenu la majorité absolue, Emiliano García-Page annonce le 31 mai que son groupe proposera le nom de Bellido à la présidence des Cortes de Castille-La Manche. Lors de la séance constitutive des Cortes, le 19 juin, il est effectivement élu au premier tour de scrutin en obtenant 23 voix issues des socialistes et des quatre élus de Ciudadanos, face aux dix voix remportées par la conservatrice Ana Guarinos,. Après une nouvelle victoire des socialistes lors des élections régionales du 28 mai 2023, Pablo Bellido est réélu président des Cortes le 22 juin suivant.